# Злоти Сток
Зло̀ти Сток (на полски: Złoty Stok, Równe (старо); на немски: Reichenstein; на чешки: Rychleby) е град в Югозападна Полша, Долносилезко войводство, Зомбковишки окръг. Административен център е на градско-селската Злотистошка община. Заема площ от 7,73 км2.

## Население
Според данни от полската Централна статистическа служба, към 31 декември 2014 г. населението на града възлиза на 2 902 души. Гъстотата е 375 души/км2.